# ГосЛинукс
ГосЛинукс (не путать с gOS) — дистрибутив Linux, созданный компанией «РЕД СОФТ», победившей в марте 2013 года в конкурсе на доработку, внедрение и сопровождение подсистем АИС ФССП.
Разработка велась в течение 2013 года на базе дистрибутива CentOS 6.4, который, в свою очередь, основан на коммерческом дистрибутиве Red Hat Enterprise Linux. CentOS использовался на серверах ФССП России в территориальных органах службы начиная с 2012 года.
Функции безопасности, заложенные в операционной системе, позволят обрабатывать персональные данные без дополнительных средств защиты информации, а также применять электронную подпись для издания документов в электронном виде.
Среди основных используемых программных компонентов называются сервер приложений Apache Tomcat и СУБД Ред База Данных.
Дистрибутив доступен для свободного скачивания.

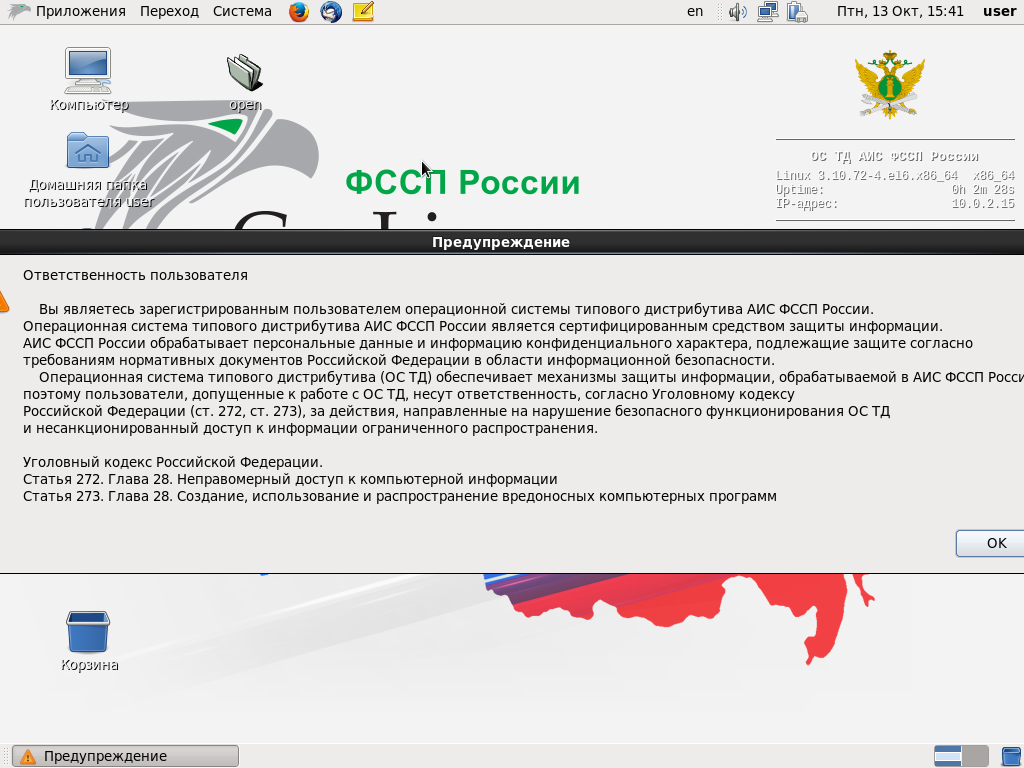
Предупреждение при загрузке рабочего стола ГосЛинукс

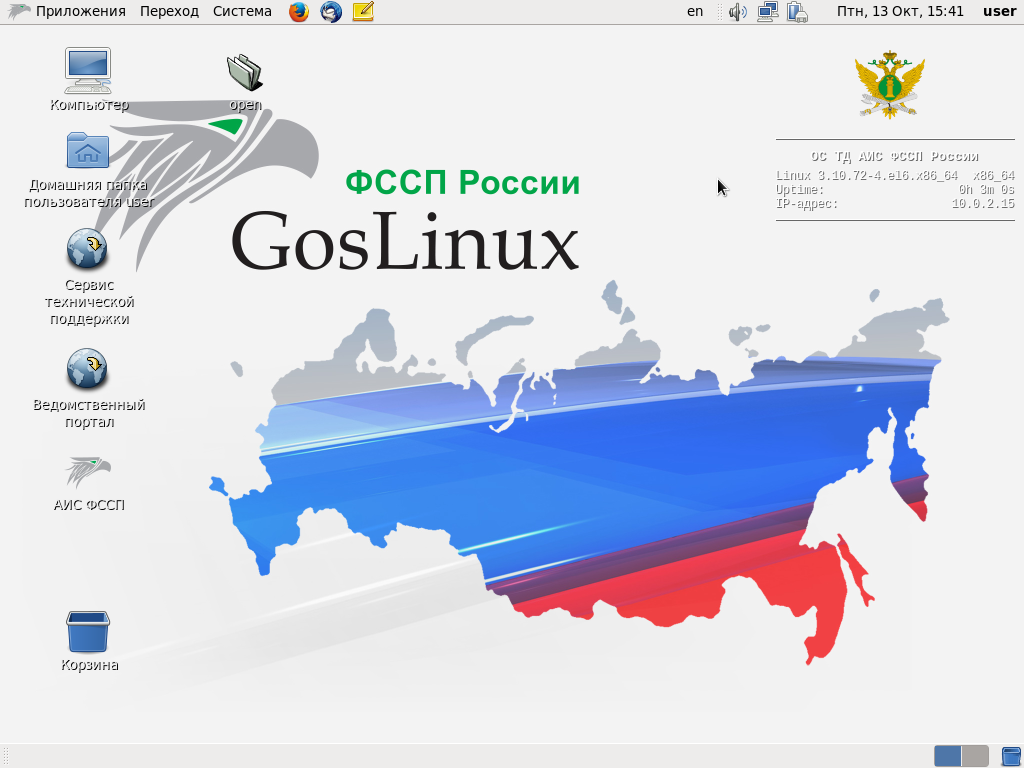
Рабочий стол ГосЛинукс